# Thys (België)
Thys is een dorp in de Belgische provincie Luik en een deelgemeente van de gemeente Crisnée. Het was een zelfstandige gemeente tot het bij de fusie van 1965 toegevoegd werd aan de gemeente Crisnée.
Thys ligt aan de taalgrens in het noordwesten van de gemeente Crisnée. De dorpskom sluit in het zuiden door lintbebouwing aan op deze van Crisnée. De Jeker vormt deels de noordgrens van de deelgemeente. Thys is een landbouwdorp in Droog-Haspengouw dat zich stilaan ontwikkelt tot een woondorp.

## Bezienswaardigheden
- De Sint-Pieterskerk (Église Saint-Pierre) heeft een romaanse toren waarvan het onderste gedeelte dateert uit de 12e of 13e eeuw. Het grootste deel van de kerk is in gotische stijl, onder meer van 1564. In 1937 werden de toren, de middenbeuk en het koor beschermd als monument.
- Tegen de kerk aan gebouwd ligt de kasteelboerderij van Thys (Château-ferme de Thys) waarvan de oudste delen van omstreeks 1600 stammen. In 1993 werden de volledige kerk en de kasteelhoeve beschermd als monument. Tevens werden de kerk en de kasteelhoeve samen met hun omgeving, bestaande uit de voormalige pastorie, twee boerderijen en een beukenboom beschermd als dorpsgezicht.

## Natuur en landschap
De hoogte aan de kerk bedraagt 110 meter.

## Demografische ontwikkeling
- Bronnen:NIS, Opm:1831 tot en met 1971=volkstellingen

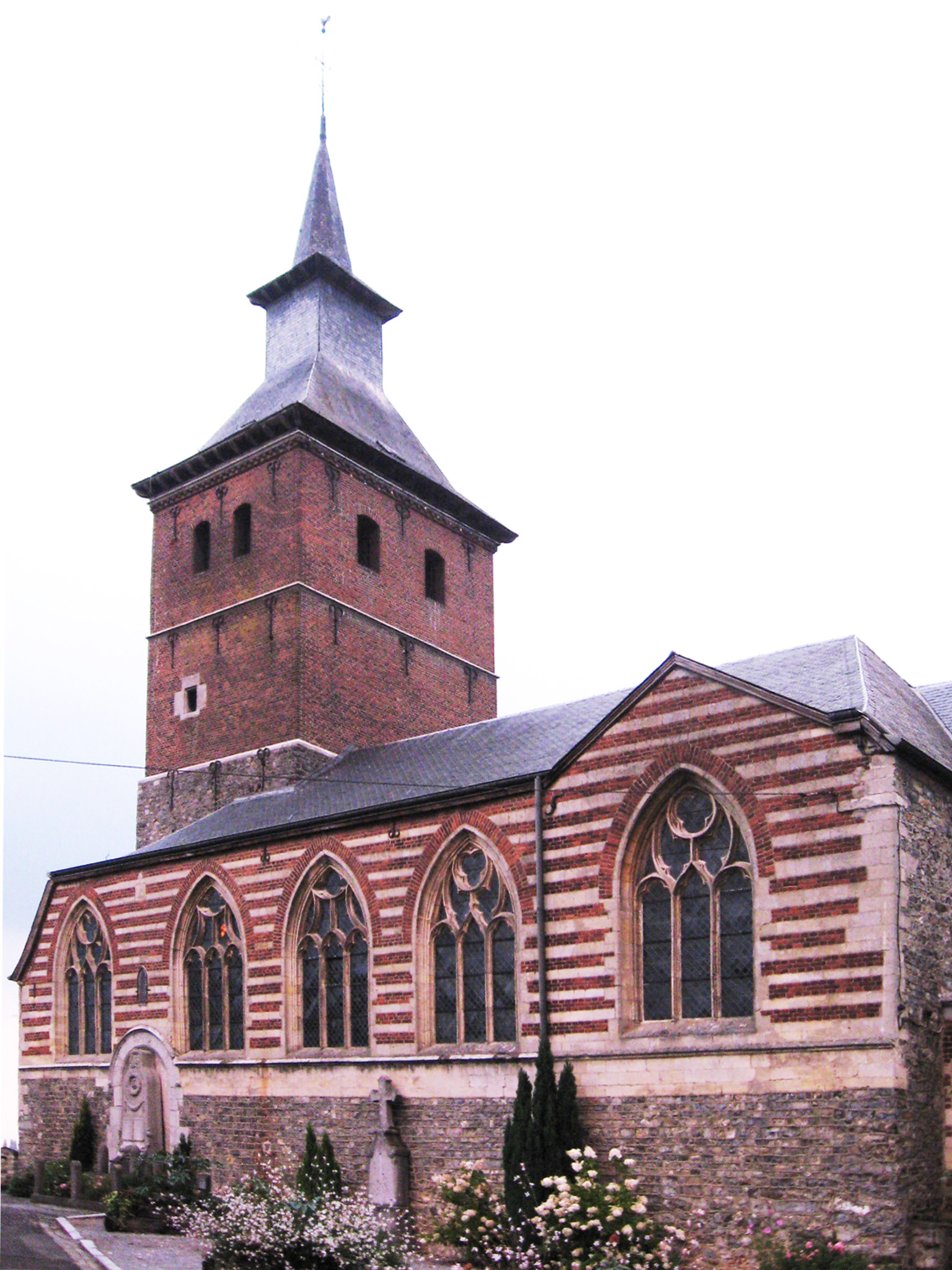
De Sint-Pieterskerk

## Nabijgelegen kernen
Crisnée, Otrange